# Liste der Naturdenkmale in Fluorn-Winzeln
| Naturdenkmale | Anzahl |
| ------------- | ------ |
| FND           | 1      |
| END           | 4      |
| Gesamt        | 5      |

Die Liste der Naturdenkmale in Fluorn-Winzeln nennt die verordneten Naturdenkmale (ND) der im baden-württembergischen Landkreis Rottweil liegenden Gemeinde Fluorn-Winzeln. In Fluorn-Winzeln gibt es insgesamt fünf als Naturdenkmal geschützte Objekte, davon ein flächenhaftes Naturdenkmal (FND) und vier Einzelgebilde-Naturdenkmale (END).
Stand: 31. Oktober 2016.

## Flächenhafte Naturdenkmale (FND)
| Name                     | Bild | Kennung     | Einzelheiten   | Position | Fläche Hektar | Datum        |
| ------------------------ | ---- | ----------- | -------------- | -------- | ------------- | ------------ |
| Heimbachaue              | BW   | 83250700001 | Fluorn-Winzeln | ⊙        | 4,6           | 9. Juni 1992 |
| Legende für Naturdenkmal |      |             |                |          |               |              |

## Einzelgebilde (END)
| Name                     | Bild | Kennung     | Einzelheiten   | Position | Fläche Hektar | Datum         |
| ------------------------ | ---- | ----------- | -------------- | -------- | ------------- | ------------- |
| Linde                    | BW   | 83250700127 | Fluorn-Winzeln | ⊙        | 0,0           | 21. Okt. 1950 |
| Linde (Hohle Linde)      | BW   | 83250700128 | Fluorn-Winzeln | ⊙        | 0,0           | 21. Okt. 1950 |
| Linde                    | BW   | 83250700130 | Fluorn-Winzeln | ⊙        | 0,0           | 21. Okt. 1950 |
| 2 Linden                 | BW   | 83250700129 | Fluorn-Winzeln | ⊙        | 0,0           | 21. Okt. 1950 |
| Legende für Naturdenkmal |      |             |                |          |               |               |